# Hans von Hallwyl

Walther och Hans von Hallwyl samt informatorn Jacob Kirchner, 1860-tal. Hallwylska museet

Från vänster: Walther, Hans och Hedwig von Hallwyl, ca 1900. Hallwylska museet.

Hans Theodor Hugo von Hallwyl, född 28 december 1835 i Bern, död 16 juni 1909 i Burgberg bei Überlingen, var en schweizisk politiker.

## Biografi
Hans von Hallwyl var äldste sonen till riksgreve Theodor von Hallwyl (1810–1870) och Cecilie von Im Hoff (1815–1893). Han var bror till Walther von Hallwyl (1839–1921). Han var gift med Esther von May i första äktenskapet och Hedwig Styx i andra äktenskapet. Hans von Hallwyl fick två barn i första giftet, döttrarna Hilda och Irma.
Vid 28 års ålder påbörjade han sin politiska karriär. Hans första uppdrag var som rådsman i kantonen Aargau (1863–1866) varefter han valdes till regeringsråd (1866–1875). Under tiden som regeringsråd var han uppsyningsman för militär- och byggnadsdirektionen. Vid höjden av sin bana innehade han även överstelöjtnants rang i armén.
Då Theodor von Hallwyl dog 1870 övertog Hans von Hallwyl släktens stamborg Slottet Hallwyl och lejonparten av de pengar som familjen hade. Med försämrad ekonomi såldes Hallwyl till brodern Walther och dennes fru Wilhelmina von Hallwyl för att på så sätt behålla borgen inom familjen. 
År 1875 flydde Hans von Hallwyl landet med sin älskarinna Hedwig Styx för att undkomma sina fordringsägare. De bosatte sig i Bosnien. År 1879 skiljde de sig och 1882 gifte han om sig med Hedvig Styx. Parets sista boende blev godset Burgberg vid Überlingen vid den tysk-schweiziska gränsen.